# Europa Północna (region fizycznogeograficzny)
Europa Północna – część Europy wyróżniana jako region w regionalizacji fizycznogeograficznej Europy zgodnej z Uniwersalną Klasyfikacją Dziesiętną Międzynarodowej Federacji Dokumentacji. Granice Europy Północnej rozumianej jako region fizycznogoeograficzny nie pokrywają się z granicami Europy Północnej rozumianej jako region polityczny. Te pierwsze opierają się bowiem na kryteriach przyrodniczych, te drugie pokrywają się z granicami państwowymi, które w tym obszarze są sztuczne. 
Regionalizacja fizycznogeograficzna Europy Północnej: 

## 0Archipelagi Europy Północnej
01 Archipelagi Arktyczne
02 Wyspy Morza Norweskiego

## 1Półwysep Fennoskandzki
11 Półwysep Skandynawski
12 Masyw Fińsko-Karelski i Półwysep Kolski
13 Wyspy Morza Bałtyckiego